# Okay Airways

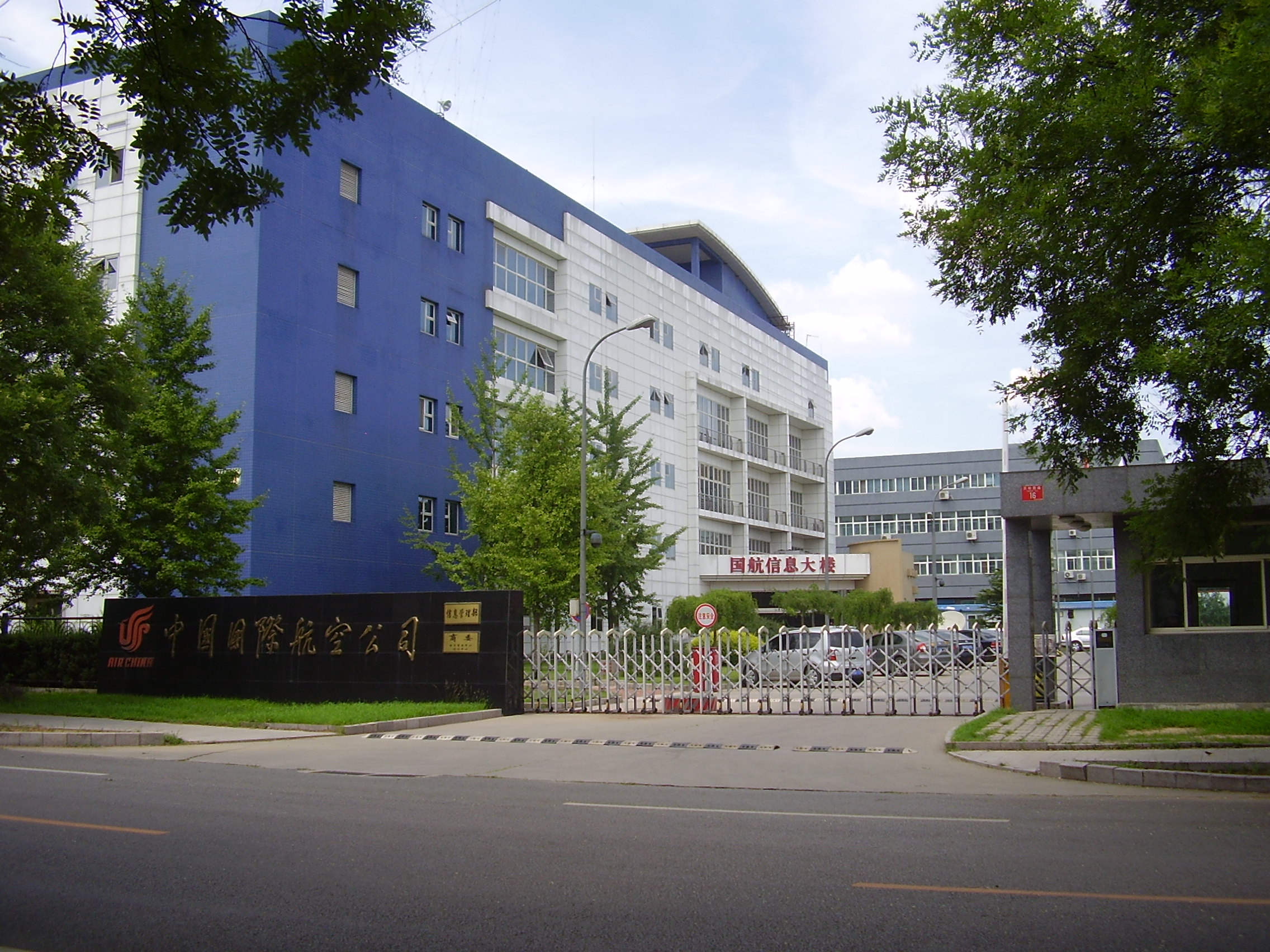
Штаб-квартира Okay Airways

Okay Airways (кит. спр. 奥凯航空公司, піньїнь: Aòkǎi Hángkōng Gōngsī) — авіакомпанія, зареєстрована в адміністративному районі Фентай міста Пекін Китайської Народної Республіки. Авіакомпанія здійснює чартерні, регулярні пасажирські, а також вантажні авіаперевезення. Базовий аеропорт Тяньцзінський міжнародний аеропорт Біньхай.
15 грудня 2008 року компанія зупиняла операційну діяльність на один місяць у зв'язку з розбіжностями між керівництвом авіакомпанії та її власниками.

## Історія
Okay Airways була заснована в 2004 році, ставши першою приватною авіакомпанією Китаю. У лютому 2005 року компанія отримала ліцензію на здійснення комерційних авіаперевезень від Адміністрації Цивільної Авіації Китаю. Перший рейс був здійснений 11 травня 2005 року з Тяньцзіня у Чаншу з 81 пасажиром на борту.
У серпні 2005 року Okay Airways підписала договір про наміри з продажу 49 % своєї власності Korean Air і ще однієї корейської авіакомпанії, проте операція не пройшла процедуру затвердження в наглядовому органі.
У березні 2007 року Okay Airways взяла в лізинг три літака Boeing 737-300F, запустивши вантажні перевезення по внутрішніх маршрутах в рамках угоди з FedEx Express.
Okay Airways разом з Joy Air стали стартовими замовниками лайнера Xian MA700, літаки почнуть поставлятися в 2017 році.

## Маршрутна мережа
Okay Airways виконує регулярні пасажирські перевезення з Тяньцзіня у Чаншу, Ченду, Хайкоу, Ханчжоу, Харбін, Хефей, Куньмін, Нанкін і Чжанцзяцзе.
вантажні перевезення здійснюються в Пекін, Гуанчжоу, Ханчжоу, Ціндао, Шеньян, Сямень, Владивосток.

## Флот

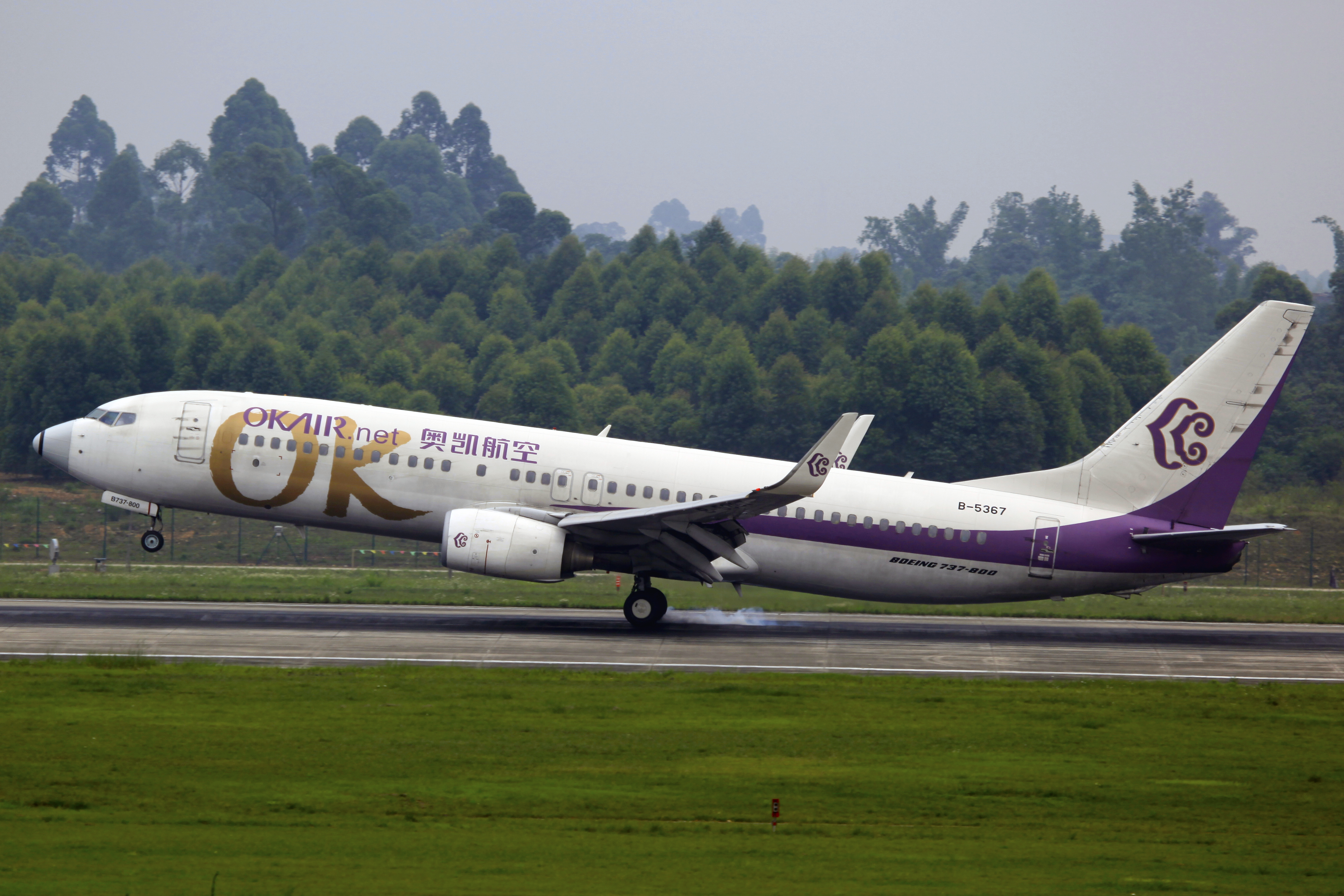
Boeing 737-800 авіакомпанії Okay Airways

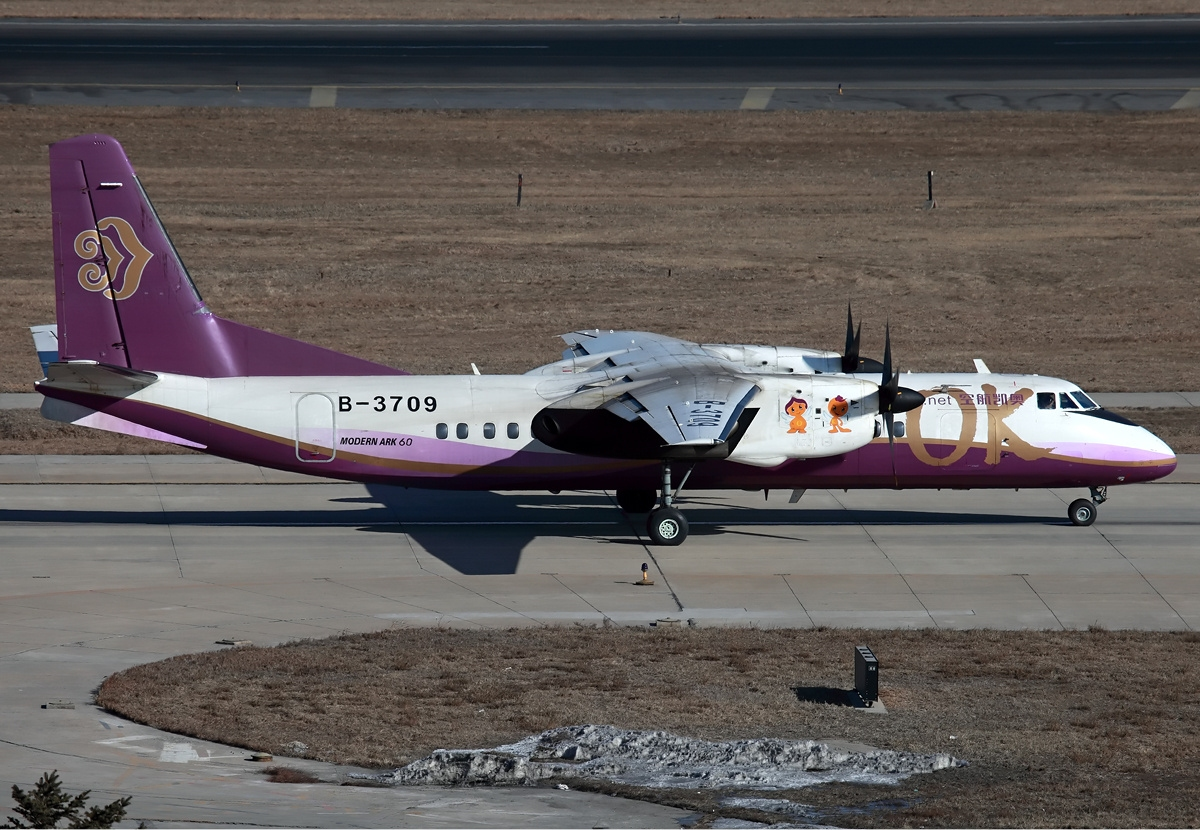
Xian MA60 авіакомпанії Okay Airways

25 лютого 2005 року корпорація Boeing оголосила про замовлення авіакомпанією Okay Airways авіалайнерів Boeing 737-900ER, таким чином авіакомпанія стане першим експлуатантом найбільшою моделі з сімейства Boeing 737 серед китайських авіаперевізників. Авіакомпанія має намір закупити 30 літаків Xian MA60, графік поставок стане відомий одразу після підтвердження замовлення. На авіасалоні Фарнборо 2010 авіакомпанія замовила 10 лайнерів Boeing 737-800. 14 червня 2014 року авіакомпанія розмістила замовлення на 6 Boeing 737 MAX і 4 додаткових Boeing 737-800.
У лютому 2016 року повітряний флот авіакомпанії Okay Airways становили такі літаки:
| Тип літака       | В експлуатації | Замовлено | Пасажирських місць |
| Boeing 737-300F  | 1              | —         | Вантажний          |
| Boeing 737-800   | 15             | 3         | 177                |
| Boeing 737-900ER | 3              | 6         | 200                |
| Boeing 737-8     | 0              | 14        | буде оголошено     |
| Boeing 737-9     | 0              | 3         | буде оголошено     |
| Xian MA60        | 13             | —         | 60                 |
| Всього           | 32             | 26        |                    |